# Dircenna iambe
Dircenna iambe är en fjärilsart som beskrevs av Doubleday 1847. Dircenna iambe ingår i släktet Dircenna och familjen praktfjärilar. Inga underarter finns listade i Catalogue of Life.